# مونهیستریدا
مونهیستریدا (به انگلیسی: Monhysterida) یک راسته در شاخه کرم های لوله ای (نماتود) است. به طور معمول روزنه هوایی (استوما) در مونهیستریدا قیفی شکل و کمی پوسته پوسته (کوتیکولیزه) است و همیشه دندان های بیرون زده دارند. آن ها یا دایره ای شکل یا مارپیچ هستند و محل زندگی آنها دریا است.

## لینک های خارجی
- علوم دسترسی
- مونهیستریدا در دانشنامه زندگی